# 贾森·马克希尔
贾森·戴尔·马克希尔（英語：Jason Dior Maxiell，1983年2月18日—），生于伊利诺伊州芝加哥 ，美国职业篮球运动员，曾效力于NBA底特律活塞、奧蘭多魔術、夏洛特黃蜂，司职大前锋。
身高6尺7寸体重260磅的马克希尔在2005年NBA选秀中第一轮第26顺位被底特律活塞队选中。他就读于德克萨斯州卡罗顿 (Carrollton)的Newman Smith高中，大学期间在辛辛纳提大学打球。

## NBA成绩

### 职业生涯最高
得分 19分 vs. 密尔沃基雄鹿, 2007年3月25日 
篮板 15个 vs. 密尔沃基雄鹿, 2007年3月25日
盖帽 4个 (两次)

### 比赛绝杀
2006年11月17日投中绝杀西雅图超音速队的一球 